# 鳴門教育大学附属特別支援学校
鳴門教育大学附属特別支援学校（なるときょういくだいがくふぞくとくべつしえんがっこう）は、徳島県徳島市上吉野町にある国立の特別支援学校。

## 沿革
- 1960年 - 徳島大学学芸学部附属小学校に特殊学級が設置。
- 1986年 - 徳島大学から鳴門教育大学へ移管。
- 2007年 - 学校名を「附属養護学校」から「附属特別支援学校」に変更。

## 設置課程
- 小学部
- 中学部
- 高等部

## 所在地
- 〒770-0803 徳島県徳島市上吉野町2-1